# Флай, Молли
Молли Флай (англ. Mollie Fly, полное имя Mary Edith «Mollie» Fly, урождённая Mary Edith McKie; 1847—1925) — американская фотограф.
Вместе со своим мужем — фотографом Камиллусом Флаем, была соучредителем и управляла фотогалереей Флай в городе Тумстон, штат Аризона. На тот период времени было очень мало женщин-фотографов, и за свой вклад в фотографию в 1989 году Молли Флай была введена в Зал славы женщин Аризоны.

## Биография
Родилась в 1847 году. В конце 1850-х годов её семья переехала в Сан-Франциско. Мало что известно о её молодости, и ничего не известно о том, как где она получила фотографическое образование.
Мэри Флай дважды была замужем: сначала за Сэмюэлем Гудричем, с которым развелась через два года. В 1879 году вышла замуж за фотографа Камиллуса Сидни Флая; позже они удочерили девочку Китти.

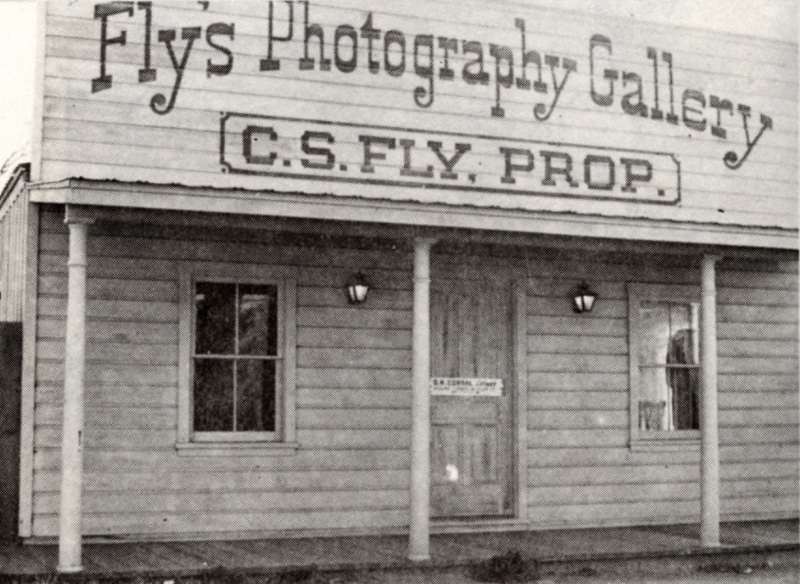
Студия в Тумстоне

В 1879 году супруги переехали в город Тумстон и открыли там фотостудию. Первоначально она была небольшой, но к середине 1880 года они построили 12-комнатную гостиницу с фотогалереей. Камиллус часто находился в фотографических экспедициях, во время его отсутствия Молли руководила гостиницей и фотостудией. Из-за того, что её муж начал сильно пить, они на какое-то время расстались в 1887 году. К концу 1880-х годов экономика Тумстона начала приходить в упадок, поэтому в 1893 году они переехали в Финикс, штат Аризона, и открыли там новую фотостудию. Этот бизнес в Финиксе не сложился, и супруги через год они вернулись Тумстон.
Они снова расстались в конце 1890-х годов: Камиллус открыл студию в городе Бисби, а Молли управляла студией в Тумстоне, продолжая делать это ещё десять лет после смерти мужа в 1901 году. Молли в 1912 году вышла на пенсию, а три года спустя пожар сжег её студию дотла. Она переехала в Лос-Анджелес, где умерла в 1925 году. Так как многие негативы супругов были уничтожены в результате пожара, оставшиеся Молли Флай пожертвовала Смитсоновскому институту в Вашингтоне.